# Edgemont
Cet article concerne la série télévisée. Pour la municipalité du Dakota du Sud, voir Edgemont (Dakota du Sud).
 (août 2025).
Si vous disposez d'ouvrages ou d'articles de référence ou si vous connaissez des sites web de qualité traitant du thème abordé ici, merci de compléter l'article en donnant les références utiles à sa vérifiabilité et en les liant à la section « Notes et références ».
Edgemont est une série télévisée canadienne en 70 épisodes de 22 minutes, créée par Ian Weir et diffusée entre le 4 janvier 2000 et le 21 juillet 2005 sur le réseau CBC.
En France, la série est diffusée à partir du 28 septembre 2003 sur France 2, et au Québec à partir du 29 décembre 2003 sur VRAK.TV.

## Synopsis
Cette série met en scène le quotidien d'adolescents, qui ont entre 15 et 17 ans, dans la petite ville fictive d'Edgemont, en Colombie-Britannique au Canada, qui étudient à la polyvalente fictive du nom de McKinley High School. La série évoque des thèmes, comme l’amour, la découverte de la sexualité, l'homosexualité, le militantisme et l’amitié.

## Distribution

### Acteurs principaux
- Dominic Zamprogna (VQ : Martin Watier) : Mark Deosdade
- Sarah Lind (VQ : Camille Cyr-Desmarais) : Jennifer MacMahon
- Kristin Kreuk (VQ : Kim Jalabert) : Laurel Yeung
- P. J. Prinsloo (en) (VQ : Jean-François Beaupré) : Chris Laidlaw
- Micah Gardener (VQ : Joël Legendre) : Craig Woodbridge
- Elana Nep (VQ : Aline Pinsonneault) : Erin Woodbridge
- Grace Park (VQ : Geneviève Désilets) : Shannon Ng
- Vanessa King (en) (VQ : Charlotte Bernard) : Anika Nadoe

### Acteurs récurrents
- Daniella Evangelista (en) (VQ : Bianca Gervais) : Tracey Antonelli
- Richard Kahan (en) (VQ : Nicholas Savard L'Herbier) : Gil Kurvers
- Meghan Black (de) (VQ : Catherine Bonneau) : Kat Deosdade
- Chiara Zanni (en) (VQ : Emilie Gervais) : Maggie Buckman
- Jessica Lucas (VQ : Eveline Gélinas) : Bekka Lawrence
- James Nichol Kirk (VQ : Lawrence Arcouette) : Travis Deosdade
- Andrew Robb (VQ : Emile Mailiot) : Wayne Litvack
- Jeremy Guilbaut (en) (VQ : Benoit Ethier) : Derek MacMahon
- Jud Tylor (VQ : Michèle Lituac) : Brenda
- Zahf Paroo (VQ : Patrice Dubois) : Tyler
- Adrian Petriw (en) (VQ : Hugolin Chevrette-Landesque) : Mitch Leckie
- Nicole G. Leier (en) (VQ : Nadia Paradis) : Kelsey Laidlaw
- Myles Ferguson (en) (VQ : Tristan Harvey) : Scott Linton (saison 1)
- Britt Irvin (VQ : Claudia-Laurie Corbeil) : Paige Leckie
- Chas Harisson (VQ : Claude Gagnon) : Kevin Michelsen
- Vikki Krinsky (VQ : Marylène Gargour) : Shelby Derouche
- John Reardon (en) (VQ : Nicolas Charbonneaux-Collombet) : Josh Wyatt
- Sarah Edmondson (en) (VQ : Julie Burroughs) : Stevie
- Neil Grayston (VQ : Sébastien Reding) : Jordon Rosen
- Tyron Leitso (VQ : Benoit Ethier) : Derek MacMahon (saison 1)
- Chelan Simmons (VQ : Geneviève Déry) : Crystal (non-créditée)

 Source et légende : version québécoise (VQ) sur Doublage.qc.ca